# Come What(ever) May
Come What(ever) May— en español: Venga lo que venga —es el segundo álbum de estudio de la banda estadounidense de hard rock Stone Sour. Fue grabado y producido por la banda y Nick Raskulinecz en los Estudios 606 de Los Ángeles, California, y fue lanzado al mercado el 1 de agosto de 2006, a través de la compañía discográfica Roadrunner Records. 
La composición de los temas comenzó en 2003 cuando el vocalista Corey Taylor y el guitarrista James Root escribían canciones para su otra banda, Slipknot. En enero de 2006, Stone Sour comenzó la grabación de la continuación de su álbum debut de 2002 Stone Sour, tiempo en el que el batería Joel Ekman dejó la banda debido a problemas familiares. Finalmente fue sustituido por el antiguo miembro de Soulfly Roy Mayorga, quien tocó en todas menos dos de las pistas del álbum.
Después del lanzamiento del disco, comenzó la promoción que se alargaría más de un año; lanzaron cinco sencillos e hicieron gira por diversos puntos, incluyendo Estados Unidos, Canadá, Japón y varios países europeos. 
El álbum recibió, en general, críticas positivas. Se alabó por su mejora en las composiciones y en su estilo musical. Fue certificado oro en Estados Unidos y en Canadá, y el sencillo "30/30-150" fue nominado a "Mejor actuación de metal" en la 49.º entrega de los Premios Grammy. El 26 de junio de 2007 se lanzó una edición especial del álbum, que incluye seis pistas inéditas y un DVD extra con tres videoclips y una actuación en vivo completa en Moscú.

## Producción
En septiembre de 2005, el vocalista Corey Taylor anunció que Stone Sour iba a grabar un segundo álbum. Dijo que habían escrito más de treinta canciones, algunas de ellas durante el proceso de composición de Vol. 3: (The Subliminal Verses), el tercer álbum de la otra banda de Taylor y James Root, Slipknot, y que ya se encontraban grabando las demos antes de entrar en el estudio de grabación. En un principio, Dave Fortman iba a producir el álbum, sin embargo, el 22 de enero de 2006 Stone Sour comenzó a trabajar con el productor Nick Raskulinecz en el estudio personal de Dave Grohl (Studio 606), en Los Ángeles. Su tiempo de estudio comenzó con una semana de preproducción, en la que el guitarrista Josh Rand dijo que Raskulinecz "empujó [a la banda] hasta el borde y de regreso" para conseguir afinar al máximo las canciones previamente compuestas. Aunque Rand y Taylor compusieron la mayoría de la música y letras del primer álbum, respectivamente, para Come What(ever) May participaron todos los miembros de la banda.

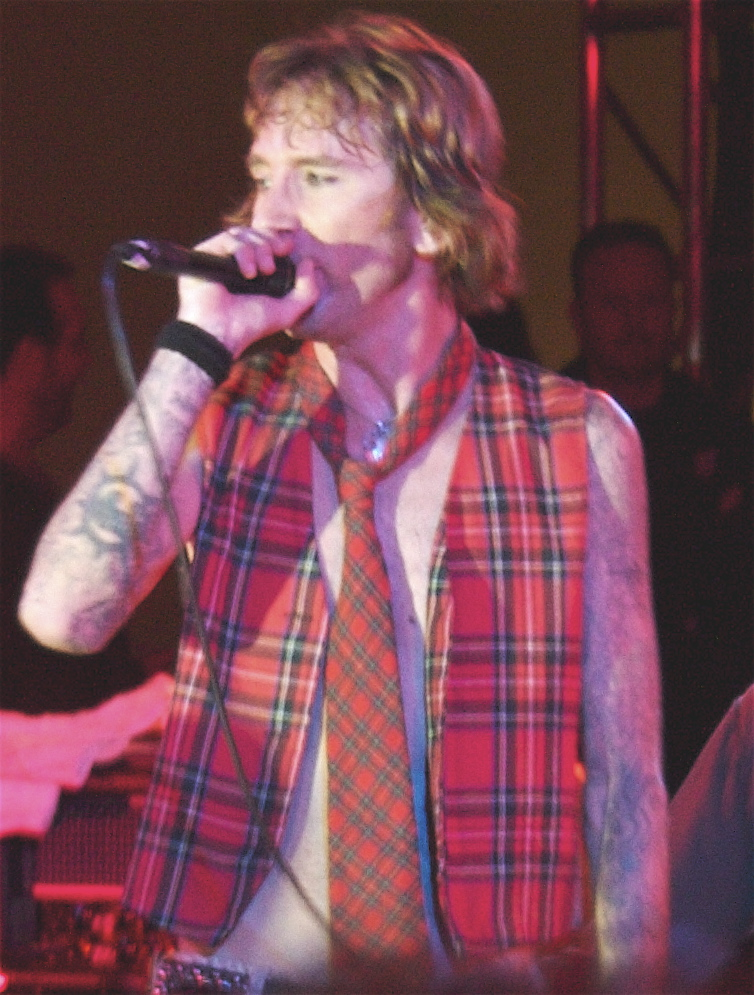
Shannon Larkin, de Godsmack, tocó la batería en la canción "30/30-150"

A continuación, la banda comenzó a trabajar en 18 pistas, comenzando por grabar las partes de batería de Joel Ekman. No obstante, Ekman tuvo que abandonar las grabaciones cuatro semanas después debido a que le habían diagnosticado a su hijo un tumor cerebral. Con el destino del álbum en jaque, Stone Sour reclutó al antiguo batería de Soulfly Roy Mayorga como músico de sesión. Mayorga grabó las piezas de batería de todas menos dos canciones, ya que el batería de Godsmack Shannon Larkin tocó en la canción "30/30-150" y el guitarrista Root tocó en la pista adicional "The Day I Let Go". En una entrevista para la revista Revolver durante el proceso de grabación el vocalista de la banda habló de las diferencias entre este álbum y el anterior, Stone Sour. Dijo que la presión de los fans y de la compañía discográfica eran mucho mayores; también comentó que él "se crece con la presión, porque le hace ponerse en marcha". Además de prometer que "el álbum iba a estar kilómetros por encima del otro", Taylor explicó que era "más melódico y más oscuro". A finales de marzo de 2006, el batería Joel Ekman dejó oficialmente Stone Sour, por lo que la banda comenzó a tantear a varios baterías para sustiruirle. Las sesiones de grabación de Come What(ever) May terminaron el 7 de abril de 2006. Un mes después Roy Mayorga se unió a Stone Sour de forma oficial.

## Promoción
En marzo de 2006 se anunció el lanzamiento del segundo álbum de Stone Sour, con el título preliminar de "Come What May", se lanzaría al mercado el 18 de julio de ese mismo año. Sin embargo, finalmente el lanzamiento se retrasó hasta el 22 de agosto. Debido al retraso se lanzó un videoclip de la pista "Reborn", con metraje de cómo trabajaba la banda en el estudio. El diseño de la portada se desveló a través de su página web el 20 de mayo de 2006. Poco después, se anunció a través de un representante de la discográfica Roadrunner que el lanzamiento se iba a adelantar, y que finalmente sería el 1 de agosto. El 31 de julio de 2006, el día antes del lanzamiento oficial se permitió su escucha completa con el método de streaming a través de AOL.

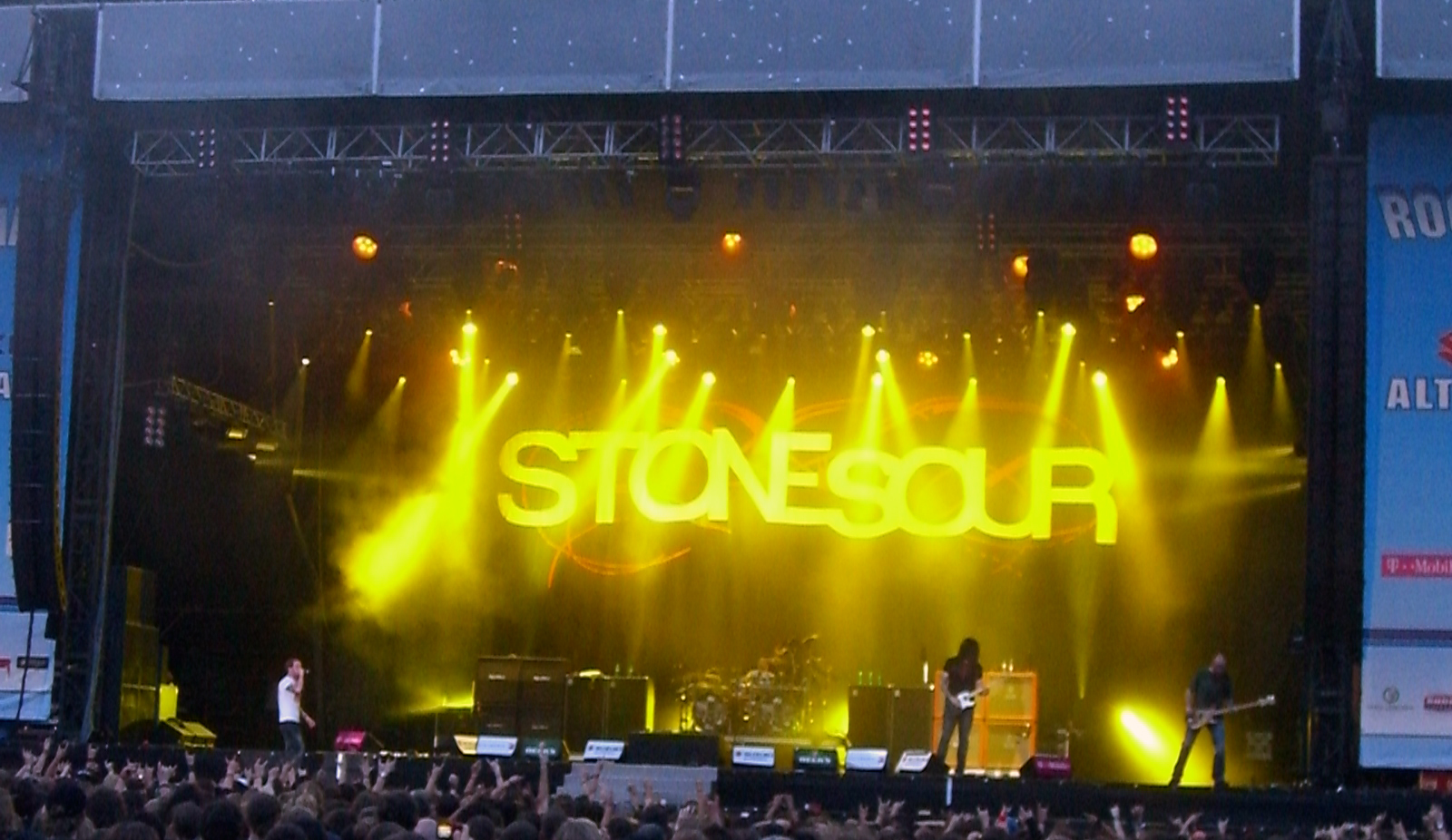
Actuación de Stone Sour en el festival Rock am Ring de 2007.

El 22 de mayo de 2006 se lanzó el primer sencillo del álbum, "30/30-150", para su descarga gratuita en formato MP3. Se rodó un vídeo para el sencillo dirigido por P.R. Brown en Los Ángeles, emitiéndose por primera vez en el programa Headbangers Ball de la cadena musical MTV el 3 de junio. Antes del lanzamiento del segundo sencillo, "Through Glass", las emisoras de radio de Estados Unidos mostraron gran interés en la pista. En esta ocasión, el videoclip de la canción lo dirigió Tony Petrossian y se lanzó el 9 de junio de 2006 a través de Yahoo!. El tercer sencillo del disco, "Sillyworld", comenzó a emitirse en las radios en noviembre de 2006. Se grabó un videoclip para la canción en enero de 2007 y se lanzó de forma oficial el 8 de marzo de 2007. El cuarto sencillo, "Made of Scars", se acompañó de un clip de video grabado en directo el 7 de abril de 2007 y se emitió por primera vez a través de internet el 5 de junio de ese mismo año. El quinto y último sencillo del álbum, "Zzyzx Rd.", comenzó a emitirse en las emisoras de radio a finales de 2007 y, en esta ocasión, no se acompañó de ningún vídeo.
La banda comenzó la gira de promoción del álbum antes de su lanzamiento, comenzando con varios conciertos gratuitos en Estados Unidos, seguido de una serie de apariciones en festivales europeos. Después se unieron con Korn para participar en el festival Family Values Tour de 2006 por Estados Unidos, con 33 conciertos en tres meses. El 8 de agosto de 2006, Stone Sour apareció como invitado en The Tonight Show with Jay Leno para promocionar su segundo sencillo "Through Glass". También participaron en el festival japonés Summer Sonic a mitad de la Family Values Tour.

### Edición especial
El 26 de junio de 2007, Stone Sour lanzó una versión especial del álbum con seis canciones inéditas y un DVD extra. El DVD contiene un concierto completo de la banda, grabado en octubre de 2006 en Moscú y los vídeos musicales de "30/30-150," "Through Glass" y "sillyworld". Hablando sobre la edición especial, Taylor dijo: "Realmente queríamos hacer algo especial", añadiendo que demuestra los distintos elementos de la banda y su faceta en directo. Además, Stone Sour lanzó un álbum en directo de ese mismo concierto en Moscú exclusivamente para iTunes, llamado Live in Moscow.

## Estilo musical
En una entrevista a la cadena musical MTV de 2006, el vocalista Corey Taylor dijo que Come What(ever) May era un regreso a las raíces de la banda, afirmando que "tenía mucho más del espíritu que cuando la banda empezó en 1992". Comentó que algunas canciones eran "muy atmosféricas", mientras que otras mantenían " el hard rock y el rollo heavy". Jon Wiederhorn de MTV dijo que para cada riff de thrash hay un melódico pasaje grunge, para cada sacudida de guitarra hay un gancho de rock-radio". Al hablar de la pista "30/30-150", dijo que hay partes que son "aporreantes, mordaces y heavies", mientras que otras son "ambiciosas y triunfantes", con la producción de Raskulinecz ayudando a equilibrar lo duro del álbum con su radiodifusionabilidad. Las letras de Come What(ever) May tienen una temática de "dolor, placer, felicidad y pena". La diversidad de la temática es evidente a lo largo del álbum, con canciones como "Come What(ever) May" influenciada políticamente mientras temas como "Socio" trata de "ataques de ansiedad sociales" sufridas por Taylor. "Zzyzx Rd" es una canción de amor escrita para la mujer de Taylor por ayudarle a salir del alcoholismo y los intentos de suicidio. "Nunca he escrito nada parecido antes, pero era muy importante para mí contarle al mundo no sólo que me salvó, sino cuánto significa para mí", dijo Taylor. Taylor dijo que hay un hilo conductor en las letras del álbum, diciendo que tratan de "nunca olvidar de dónde viene uno, quién eres y por qué haces esto".

## Recepción
Come What(ever) May recibió, en general, buenas reseñas. Varios críticos comentaron que ayudó a establecerse a la banda. Chad Bower de About.com dijo que la banda ha "progresado mucho desde su álbum debut", comentando que era "muy diverso y permite que la banda enseñe diferentes caras de su personalidad musical". Megan Frye de Allmusic comenzó su reseña distinguiendo lo que hace que Stone Sour sea diferente musicalmente, afirmando "[es su] habilidad para crear canciones de metal alternativo suaves y radio-amigables, mientras que simultáneamente no aburren a la gente que ha escuchado demasiado de bandas de post-grunge". De forma similar, Michael Melchor de 411mania dijo: "La banda es mucho mejor en la labor de componer canciones que muchos de sus coetáneos". Sin embargo, William Fry de IGN criticó el álbum, diciendo "Stone Sour no hace nada inspirado, original, o fresco aquí", llegando a decir que está "completamente mal direccionado, trabado". Un punto en común de interés para los críticos musicales es cómo Come What(ever) May es más melódico que su álbum previo Stone Sour. Melchor de 411mania dijo que es "mucho más liberal con sus sonidos acústicos y baladas que su predecesor". Hablando de la pista "Sillyworld" dijo: "Suena como lo que podría hacer Nickelback si Chad Kroeger supiese componer una buena melodía". En su reseña, Chad Bower etiquetó Come What(ever) May como un "álbum melódico y accesible" afirmando que "tiene algo para todo el mundo" De forma similar, Megan Frye alabó el álbum diciendo que era "un gran esfuerzo de un talento prometedor".
Come What(ever) May vendió más de 80.000 copias en su primera semana y debutó en el puesto número cuatro de la lista Billboard 200 de Estados Unidos, y fue certificado oro en Canadá y Estados Unidos. En 2007, el sencillo "30/30-150" fue nominado a "Mejor actuación de metal" en los 49.os Premios Grammy.

## Lista de canciones
Todas las canciones escritas y compuestas por Stone Sour. 
| Edición normal |                                                  |          |  |
| N.º            | Título                                           | Duración |  |
| 1.             | «30/30-150»                                      | 4:18     |  |
| 2.             | «Come What(ever) May "Venga lo que venga"»       | 3:40     |  |
| 3.             | «Hell & Consequences "Infierno y Consequencias"» | 3:31     |  |
| 4.             | «Sillyworld "Mundo Astuto"»                      | 4:09     |  |
| 5.             | «Made of Scars "Hecho de Cicatrices"»            | 3:24     |  |
| 6.             | «Reborn "Renacido"»                              | 3:13     |  |
| 7.             | «Your God "Tú Dios"»                             | 4:43     |  |
| 8.             | «Through Glass "A través del cristal"»           | 4:43     |  |
| 9.             | «Socio»                                          | 3:20     |  |
| 10.            | «1st Person "Primera Persona"»                   | 4:02     |  |
| 11.            | «Cardiff»                                        | 4:42     |  |
| 12.            | «Zzyzx Rd. "Carretera Zzyzx"»                    | 5:16     |  |

| Edición especial |                                                        |          |  |
| N.º              | Título                                                 | Duración |  |
| 1.               | «30/30-150»                                            | 4:18     |  |
| 2.               | «Come What(ever) May "Venga lo que venga"»             | 3:40     |  |
| 3.               | «Hell & Consequences "Infierno y Consecuencia"»        | 3:31     |  |
| 4.               | «Sillyworld "Mundo Astuto"»                            | 4:09     |  |
| 5.               | «Made of Scars "Hecho de Cicatrices"»                  | 3:24     |  |
| 6.               | «Reborn "Renacido"»                                    | 3:13     |  |
| 7.               | «Your God "Tú Dios"»                                   | 4:43     |  |
| 8.               | «Through Glass "A través del cristal"»                 | 4:43     |  |
| 9.               | «Socio»                                                | 3:20     |  |
| 10.              | «1st Person "Primera Persona"»                         | 4:02     |  |
| 11.              | «Cardiff»                                              | 4:42     |  |
| 12.              | «Zzyzx Rd. "Carretera Zzyzx"»                          | 4:02     |  |
| 13.              | «Fruitcake "Excéntrico"»                               | 4:00     |  |
| 14.              | «The Day I Let Go "El día que me vaya"»                | 5:05     |  |
| 15.              | «Freeze Dry Seal "Sello de Congelación Seca"»          | 2:44     |  |
| 16.              | «Zzyzx Rd. "Carretera Zzyzx"»                          | 4:02     |  |
| 17.              | «Wicked Game "Juego Malígno"» (Versión de Chris Isaak) | 4:27     |  |
| 18.              | «The Frozen»                                           | 3:04     |  |

| Edición especial 10.º aniversario |                                                                           |          |  |
| N.º                               | Título                                                                    | Duración |  |
| 1.                                | «30/30-150»                                                               | 4:18     |  |
| 2.                                | «Come What(ever) May "Venga lo que venga"»                                | 3:39     |  |
| 3.                                | «Hell & Consequences "Infierno y Consecuencia"»                           | 3:31     |  |
| 4.                                | «Sillyworld "Mundo Astuto"»                                               | 4:08     |  |
| 5.                                | «Made of Scars "Hecho de Cicatrices"»                                     | 3:23     |  |
| 6.                                | «Reborn "Renacido"»                                                       | 3:12     |  |
| 7.                                | «Your God "Tú Dios"»                                                      | 4:43     |  |
| 8.                                | «Through Glass "A través del cristal"»                                    | 4:42     |  |
| 9.                                | «Socio»                                                                   | 3:20     |  |
| 10.                               | «1st Person "Primera Persona"»                                            | 4:01     |  |
| 11.                               | «Cardiff»                                                                 | 4:42     |  |
| 12.                               | «Zzyzx Rd. "Carretera Zzyzx"»                                             | 4:00     |  |
| 13.                               | «Through Glass "A través del cristal" (Directo acústico)»                 | 4:44     |  |
| 14.                               | «Wicked Game "Juego Malígno" (Directo acústico)» (Versión de Chris Isaak) | 4:25     |  |
| 15.                               | «Wild Horses "Caballos salvajes" (Directo acústico)»                      | 5:09     |  |
| 16.                               | «Cardiff (Directo acústico)»                                              | 4:46     |  |
| 17.                               | «Zzyzx Rd. "Carretera Zzyzx" (Directo acústico)»                          | 5:15     |  |
| 18.                               | «Suffer "Sufrir"»                                                         | 3:42     |  |
| 19.                               | «Fruitcake "Excéntrico"»                                                  | 4:00     |  |
| 20.                               | «Freeze Dry Seal "Sello de Congelación Seca"»                             | 2:43     |  |
| 21.                               | «The Day I Let Go "El día que me vaya"»                                   | 5:05     |  |
| 22.                               | «The Frozen»                                                              | 3:05     |  |

| Live in Moscow (18 de octubre de 2006) |                       |          |  |
| N.º                                    | Título                | Duración |  |
| 1.                                     | «30/30-150»           | 5:07     |  |
| 2.                                     | «Orchids»             | 5:27     |  |
| 3.                                     | «Take A Number»       | 4:41     |  |
| 4.                                     | «Reborn»              | 3:48     |  |
| 5.                                     | «Your God»            | 5:14     |  |
| 6.                                     | «Inhale»              | 4:05     |  |
| 7.                                     | «Come What(ever) May» | 5:46     |  |
| 8.                                     | «Bother»              | 6:32     |  |
| 9.                                     | «Through Glass»       | 5:45     |  |
| 10.                                    | «Blotter»             | 3:58     |  |
| 11.                                    | «Hell & Consequences» | 4:27     |  |
| 12.                                    | «Get Inside»          | 4:10     |  |

| Vídeos musicales |                        |          |  |
| N.º              | Título                 | Duración |  |
| 1.               | «Reborn (Promocional)» | 3:47     |  |
| 2.               | «30/30-150»            | 4:27     |  |
| 3.               | «Through Glass»        | 4:19     |  |
| 4.               | «Sillyworld»           | 3:58     |  |
| 5.               | «Made of Scars»        | 3:46     |  |

## Posición en listas
| Lista (2006)                         | Posición más alta |
| ------------------------------------ | ----------------- |
| Lista australiana de álbumes         | 21                |
| Lista austriaca de álbumes           | 13                |
| Lista belga de álbumes               | 34                |
| Lista checa de álbumes               | 25                |
| Lista finlandesa de álbumes          | 21                |
| Lista francesa de álbumes            | 56                |
| Lista de álbumes de los Países Bajos | 33                |
| Lista neozelandesa de álbumes        | 31                |
| Lista sueca de álbumes               | 30                |
| Estados Unidos Billboard 200         | 4                 |

## Personal
| Stone Sour - Corey Taylor — voz, guitarra - James Root — guitarra, batería - Josh Rand — guitarra - Shawn Economaki — bajo - Roy Mayorga — batería Músicos adicionales - Shannon Larkin — batería - Rami Jaffee — piano | Equipo técnico - Nick Raskulinecz — productor, ingeniería de sonido - Mike Terry — ingeniero - Paul Fig — ingeniero - John Lousteau — ingeniero - John Nicholson — técnico de batería - Randy Staub — mezclas - Rob Stefanson — asistente de mezclas - Tod Jensen — masterización - Monte Conner — A&R - Cory Brennan — mánager - Jaison John — mánager asistente - Eric Greenspan — legal - Rick Roskin — contratación Estados Unidos - John Jackson — contrataciones internaciones - Hugh Syme — dirección artística, diseño, ilustraciones - Chapman Baehler — fotografía | Créditos del DVD extra - Victor Logachev - productor concierto - Stepan Popov - productor concierto - Dave "Shirt" Nichols - mezclas concierto - Nina Bell - negociaciones - Roman Geigert - cámara - Dmitri Shevelev - cámara - Anna Gogichaishvili - cámara - Alexei "Siid" Tsarev - cámara, edición - Dmitri Grekulov - cámara - Dima "Brain" Zvjagin - cámara - Kiril Chapligin - coordinación - Artem Butsenko - grabación y sonido posproducción, edición - Dmitri Makhov - jefe de producción |